# Korespondencja Pawła z Tarsu z Seneką
Korespondencja Pawła z Tarsu z Seneką – zbiór pisanych po łacinie 14 apokryficznych listów, które mieli rzekomo wymieniać między sobą Paweł z Tarsu i Seneka Młodszy. Pochodzący prawdopodobnie z drugiej połowy IV wieku apokryf wzmiankowany jest po raz pierwszy przez Hieronima ze Strydonu i Augustyna z Hippony. Zbiór zawiera 8 listów wysłanych przez Pawła do Seneki i 6 listów Seneki do Pawła.
Apokryficzna korespondencja Pawła z Seneką była utworem popularnym wśród średniowiecznych filozofów, którzy powszechnie uważali ją za autentyczną. Z czasem stała się podstawą legendy o Senece-chrześcijaninie. Listy te przyczyniły się do spopularyzowania filozofii Seneki w Europie Zachodniej i zachowania oryginalnych pism filozofa, które przepisywano wraz z nimi.
Autentyczność listów zakwestionowano dopiero w XV wieku, głównie dzięki ich krytyce przeprowadzonej przez Lorenzo Vallę i Erazma z Rotterdamu.